# Vasile Grigore
Vasile Grigore (n.  27 ianuarie 1935, București – d. 20 februarie 2012, București) a fost un pictor, desenator și profesor universitar român. Din 2004 este fondatorul Muzeului de Artă Vasile Grigore, Pictor și colecționar. Pictorul Vasile Grigore debutează în 1957 la București, în cadrul anualei de stat, participând cu regularitate la expoziții similare și de grup în diferite orașe ale țării, la expoziții de artă românească organizate peste hotare.

## Biografie
Vasile Grigore a fost unchiul premierului Adrian Năstase.

## Studii

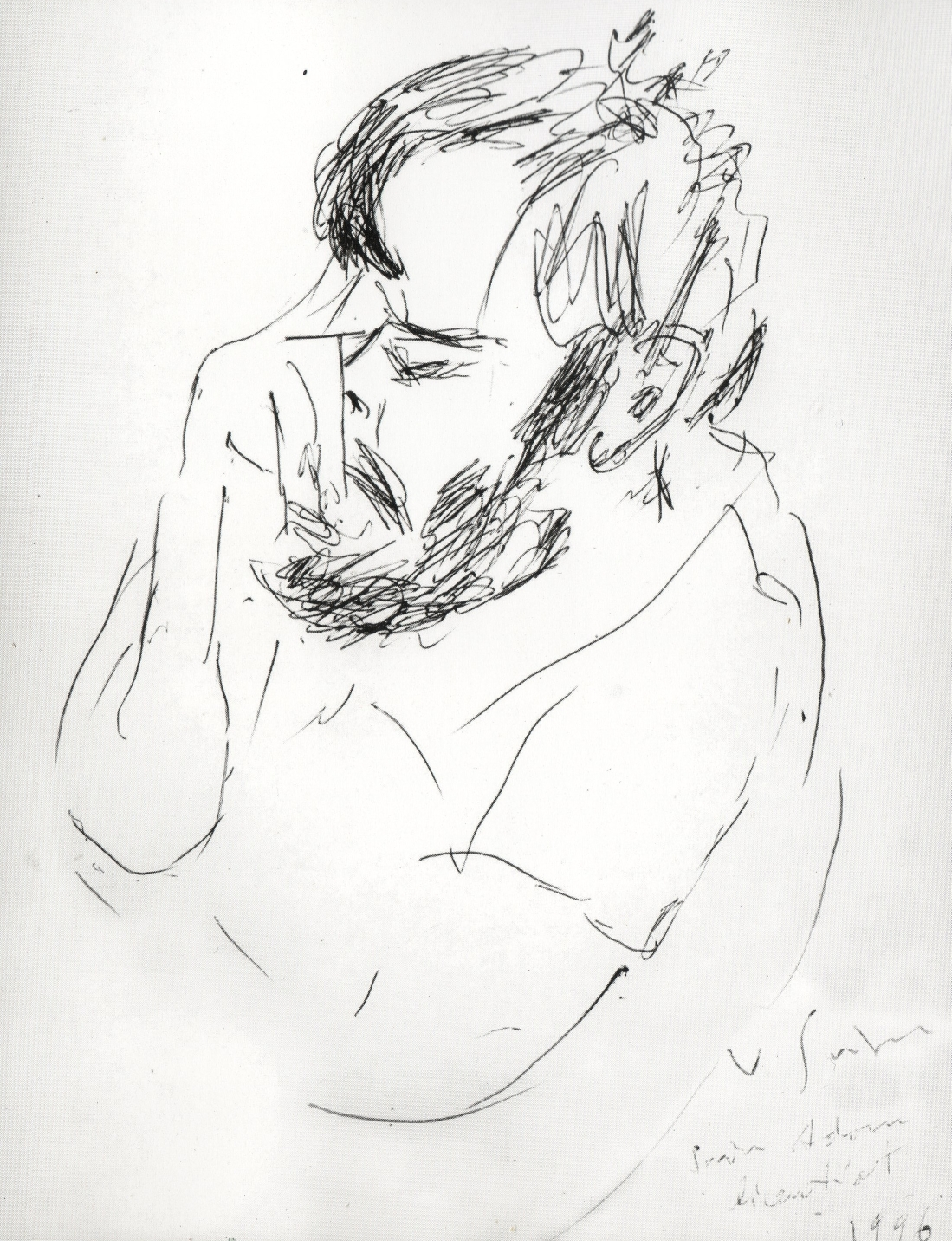
Portretul lui Sorin Adam

- A urmat cursurile Liceului Aurel Vlaicu din București.
- Absolvă Institutul de Arte Plastice Nicolae Grigorescu din București, în 1959, unde i-a avut profesori pe Rudolf Schweitzer-Cumpăna, Samuel Mützner și Ion Marșic.
- În 1961 primește bursa Frederic și Cecilia Cuțescu Storck.

## Activitate publică
- 1961 este numit cadru didactic la Institutul de Arte "Nicolae Grigorescu" din București
- 1966 Lector la Institutul de Arte Plastice "Nicolae Grigorescu" din București

## Aprecieri
- Octavian Barbosa

„Grigore este un colorist care refuză disonanțele, deși tonalitățile sunt adesea contrastante. Difuziunea în lumină a tonului local le face aparent opozabile, astfel încât negrul și albul se solicită contrapunctic. Tonalitățile pure se îngemănează melodic, într-o ritmicitate continuă. Liniile apăsate ale unui desen infuzat în culoare, sparg fără să distrugă liniștea împăcată a tonalităților calde. Ele se înscriu în întinderea nedefinită a petecelor de culoare, ca niște rapeluri directe la realitatea figurativă a lumii exterioare; culoarea se menține în permanență în perimetrul subiectiv al metaforei.”—Octavian Barbosa - Dicționarul Artiștilor Români Contemporani, Editura Meridiane, București, 1976
- Petru Lucaci

„Vasile Grigore "este unul dintre cei mai importanți artiști din perioada modernismului românesc", ce a făcut parte din avangarda anilor '70, dintr-o generație de artiști care au încercat să iasă din dogmele proletcultismului.”
- Alexandru Ciucurencu

„O pictură expresivă, simplă și clară.”—Alexandru Ciucurencu, în 1963 (moment în care Grigore Vasile era asistent al prof. Ciucurencu la Institutul de Artă - București
- C.R. Constantinescu

„Pictorul are darul sintezei, al echilibrării contrastelor. E un liric nedisimulat, atras de închegări somptuoase dar, în același timp, un sever cenzor al emoției, un împătimit al studiului posibilităților raționale.

În pictura maestrului Vasile Grigore, culorile creează formă și o definesc. Există o oscilație între un mod de abordare abstractă și unul „semifigurativ”, iar armoniile cromatice au o intensitate expresionistă.

Vasile Grigore este un descriptiv al naturii, un ilustrator. El subordonează realitatea unei viziuni proprii, o constrânge să se supună ritmicii sale interioare și o recompune în imagini în care apar evidenta lui personalitate și dialogul între el și lumea înconjurătoare. Artistul face apel la organizarea cromatică a materiei picturale în funcție de contrastul rece-cald, pe care îl rezolvă adeseori în acorduri inedite, iar cromatismul este orchestrat cu o deosebită muzicalitate în armonii ce ating desăvârșirea.”—1982 - C.R. Constantinescu

## Lucrări
Lucrări ale pictorului sunt prezente în muzeele din Constanța, Craiova, Galați, Iași, Târgu Jiu și în colecțiile particulare din țară și străinătate.

## Despre Muzeul Vasile Grigore
Colecționar împătimit, a adunat, în aproape 50 de ani, opere de o valoare inestimabilă din arta populară, pictura interbelică, arta orientală și extrem-orientală, arta europeană, piese pe care în anul 2003 le-a donat statului și care populează acum muzeul ce îi poartă numele - "Muzeul de Artă Vasile Grigore - pictor și colecționar".
Muzeu cu expoziție permanentă lucrări pictură, grafică, sculptură, ceramică, metal, bronz; lucrări aparținând artistului dar și colecții ale artistului cu lucrări interbelice, stampe,ceramică japoneză și altele
E mai bine să le vadă alții, decât să le păstrez închise, să le privesc numai eu". Pallady, Petrașcu, Iser Steriadi, Rudolf Schweitzer - Cumpăna, Cartagi, Tonitza, Ciucurencu, Baba, Popescu-Negreni sunt astăzi.

## Expoziții personale
- 1963, 1966, 1968, 1969, 1970, 1971, 1972, 1973, 1974, 1975-București; 1965-Mamaia; 1970-Piatra Neamț (Festivalul Lascăr Viorel, Bacău, 2005 Palatul Parlamentului,Sala C.Brâncuși

2004 Inaugurarea Muzeului Vasile Grigore
Vasile Grigore și Marilenei Murariu,Hotelul Hilton Athenee Palace

## Expoziții de grup
- 1968 - Menton, Ruse, Moscova, Praga, Köln;
- 1972 - Bamberg, Freiburg

## Expoziții de artă românească organizate peste hotare
- 1965-Budapesta; 1966-Novi Sad, Zagreb, Belgrad, Londra; 1969-Torino, Tel Aviv, Viena, Talin, Helsinki, Varsovia, Lüdenscheid, Beirut, Roma, Rijeka, Skopje; 1970-Torino; 1972-Varsovia, Palma de Majorca; 1973-Washington, Chicago, Minnesota, Atena, Bagdad, São Paulo, Monte Video, Buenos Aires, Santiago de Chile, Caracas, Lima; 1974-Quebec, Glasgow, Atena, Phenian, Damasc, Alep, Teheran, Tunis, Cairo;

## Călătorii de studii
- 1965-Italia; 1969-1970-Franța.

## Premii, burse și titluri
- 1961 - Bursa Friederic și Cecilia Cutescu-Storck,
- 1963 - Premiul Uniunii Artiștilor Plastici
- 1966 - Premiul Ion Andreescu al Academiei R.S.R pentru lucrarea Câmp cu flori în violet
- 1969 - Premiul pentru arte frumoase la Expoziția internațională de la Szczecin, Polonia
- 1983 - Premiul criticii acordat de Uniunea Artiștilor Plastici din România
- 1983 - Premiul Centrului Cultural Caravaggio, Italia.